# Abraham Westman
Abraham Westman, född 19 december 1767 i Stockholm, död 9 januari 1826 i Stockholm, var en svensk bryggare och tecknare.
Westman studerade vid Konstakademien i Stockholm och medverkade i akademiens utställningar. För Adolf Fredriks kyrkogård ritade han 1802 ett gravkor som uppfördes i sydöstra hörnet av kyrkogården.
Westman var son till bryggaren Johan Westman och Anna Elisabeth Blom och från 1797 gift med  Ulrica Carolina Palmgren. Han var morfar till Svante Hedin och Axel Örbom.